# Herb Radzynia Podlaskiego
Herb Radzynia Podlaskiego – jeden z symboli miasta Radzyń Podlaski w postaci herbu.

## Wygląd i symbolika
Herb przedstawia wizerunek białego niedźwiedzia kroczącego w lewo, w czerwonym polu.

## Historia
Wizerunek niedźwiedzia pochodzi z herbu Rawicz, tj. Panny na Niedźwiedziu, którym pieczętował się założyciel miasta – Grot z Ostrowa. Obecny herb został przyjęty uchwałą Miejskiej Rady Narodowej.